# Forma sonata
La forma sonata (también denominada forma de allegro de sonata o forma de primer tiempo de sonata) es una forma estructural empleada en la música ampliamente desde principios del Clasicismo. Se emplea habitualmente en el primer movimiento de una pieza de varios movimientos, aunque a veces se emplea en los siguientes movimientos también. El estudio de la forma sonata en la teoría musical se basa en una definición estándar y una serie de hipótesis sobre las razones subyacentes acerca de la duración y variedad de la forma.
La definición habitual se centra en la organización temática y armónica de los materiales tonales, que se presentan en la exposición, son elaborados y contrastados en el desarrollo y luego resueltos armónica y temáticamente en la reexposición o recapitulación. Además, esta definición admite que una introducción y una coda pueden estar presentes. Cada una de las secciones a veces es dividida o caracterizada de una manera particular para que cumpla su función en la forma.
Se considera que la forma sonata, tal y como hoy la conocemos, empezó a consolidarse sobre las bases creadas, entre otros, por uno de los hijos de Johann Sebastian Bach, Carl Philipp Emanuel, a través de sus experiencias con composiciones basadas en una nueva forma de sonata, cuyos perfiles clásicos fueron definitivamente establecidos por Haydn y Mozart, y ampliamente desarrollados por Beethoven.
La forma sonata, desde su creación, se ha convertido en la forma más común del primer movimiento de las obras tituladas "sonata" como tal, así como de otras obras de música clásica de mayor duración, como las sinfonías, conciertos, cuartetos de cuerda, etc. Por consiguiente, un grueso de la teoría está unificada pero distingue las distintas prácticas de la forma sonata a lo largo de un periodo y entre periodos. Incluso hay algunas obras que no se adhieren a la descripción de una forma sonata, pero a menudo presentan estructuras análogas o son formas elaboradas o ampliadas de la descripción habitual.

## Estructura básica

### Introducción
Sección inicial no obligatoria, con indicación de tempo lento. Puede estar desconectada temáticamente del resto de la sonata.

### Exposición
Se compone de dos secciones —denominadas convencionalmente A y B—, una en la tonalidad principal (tónica) y otra en una dominante o tonalidad cercana o relativa (relativo mayor, tonalidad de la dominante). Normalmente ambas secciones están enlazadas mediante una sección denominada puente o transición. La Exposición (así como la Reexposición) suelen concluir con una sección cadencial en la tonalidad secundaria denominada codetta (pequeña coda) o grupo final.

### Desarrollo
Sección de carácter modulante en la que se elaboran y combinan diversos motivos utilizados en la exposición. Aquí, dependiendo del periodo y del autor, la amplitud y variedad tonal de la sección pueden variar enormemente. Los movimientos lentos, oberturas y arias de ópera con forma de sonata suelen prescindir de esta sección.

### Reexposición o recapitulación
En esta sección se presentan, nuevamente, tanto el tema A como el tema B, con la particularidad de que el segundo tema se presenta en la tonalidad principal. Es usual que en la reexposición los temas se presenten levemente modificados.

### Coda final
Sección final de carácter conclusivo y no imperativo (puede haberla o no). Puede limitarse a ampliar las cadencias de la codetta o a expandirse presentando nuevamente materiales ya utilizados anteriormente